# Marga T
Marga Tjoa lub Marga T, właśc. Intan Margaretha Harjamulia (chiń. 蔡良珠; ur. 1943 w Dżakarcie) – indonezyjska pisarka.
Studiowała na Wydziale Lekarskim Uniwersytetu Trisakti.
Rozpoznawalność zdobyła w latach 70. za sprawą powieści Karmila (1973). Powieści Karmila i Badai Pasti Berlalu doczekały się adaptacji filmowych.
W 2006 r. jej dorobek pisarski obejmował 80 opowiadań, 50 tekstów dziecięcych oraz 38 pełnych powieści.